# Armata de Teracotă
Armata de teracotă este o colecție de sculpturi din teracotă care înfățișează armatele Qin Shi Huang, primul împărat al Chinei. Este o formă de artă funerară îngropată împreună cu împăratul în anii 210–209 î.Hr., cu scopul de a-l proteja pe împărat în viața sa de apoi.
Figurinele, care datează aproximativ de la sfârșitul secolului al treilea î.Hr., au fost descoperite în 1974 de fermierii locali din Lintong, în afara Xi'an, Shaanxi, China. Statuetele variază în înălțime în funcție de importanța lor, cele mai înalte fiind generalii. Figurinele includ războinicii, carele de război și caii. Estimările din 2007 erau că cele trei gropi care conțin Armata de Teracotă dețineau peste 8.000 de soldați, 130 de cavaleri cu 520 de cai și 150 de cai de cavalerie, majoritatea rămânând înmormântați în gropile din apropierea mausoleului Qin Shi Huang. Alte figurine de teracotă non-militare au fost găsite în alte gropi, inclusiv oficiali, acrobați, culturiști și muzicieni.

## Legături externe
- UNESCO description of the Mausoleum of the First Qin Emperor
- Emperor Qinshihuang's Mausoleum Site Museum (official website)
- People's Daily article on the Terracotta Army
- OSGFilms Video Article : Terracotta Warriors at Discovery Times Square Arhivat în 13 iulie 2017, la Wayback Machine.
- The Necropolis of the First Emperor of Qin Excerpt from lecture
- China's Terracotta Warriors  Documentary produced by the PBS Series Secrets of the Dead